# HD 192781
HD 192781，又名BD+60 2099，SAO 18766、HR 7742，是一颗恒星，视星等为5.79，位于銀經94.66，銀緯14.16，其B1900.0坐标为赤經20h 11m 37.4s，赤緯+60° 14.16′ 5″。